# Рододендрон японский

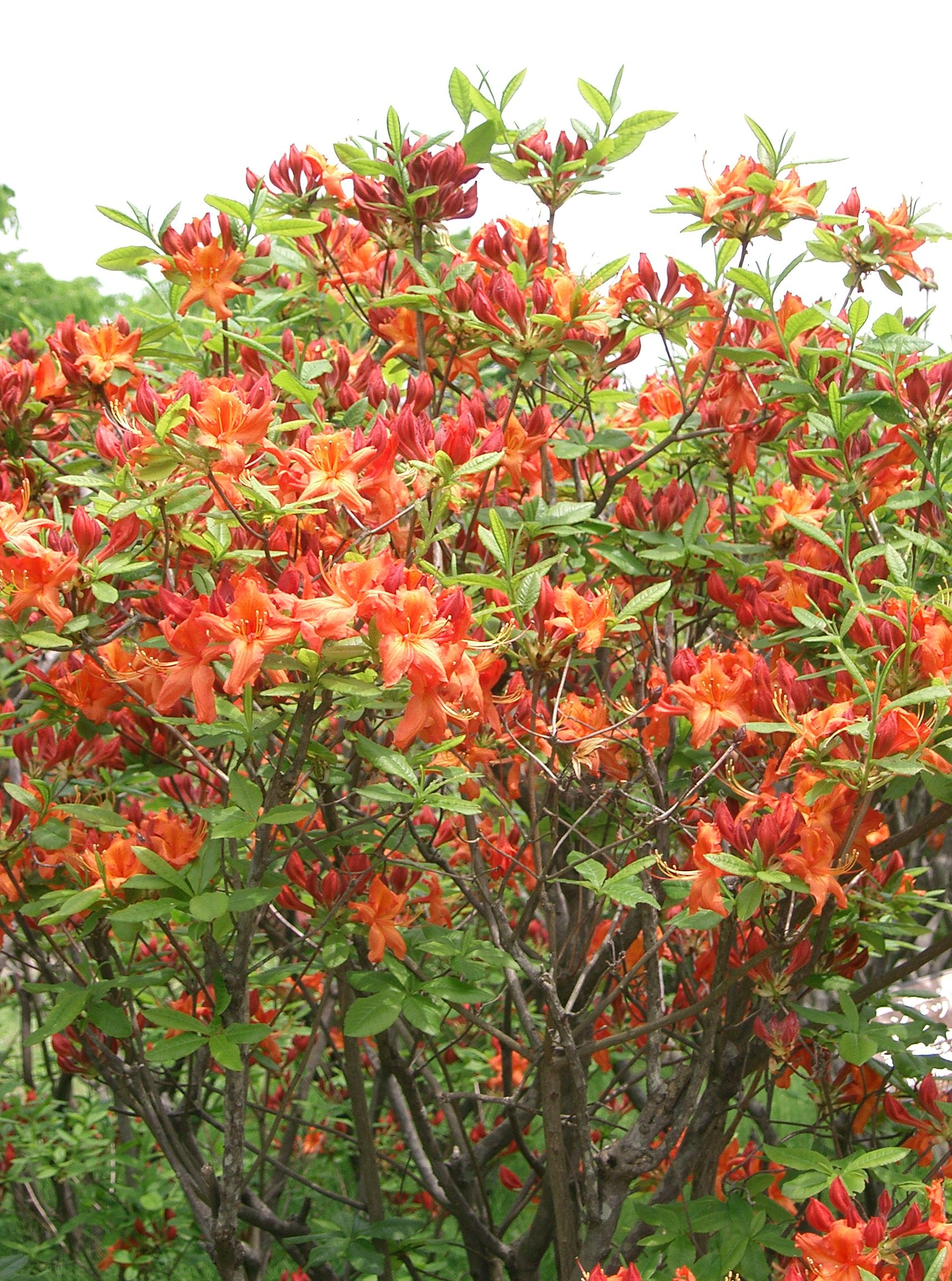

Рододе́ндрон японский (лат. Rhododendron molle subsp. japonicum - это название является синонимом Rhododendron japonicum.) — листопадный кустарник, подвид Rhododendron molle, подсекции Pentanthera, секции Pentanthera, подрода Pentanthera , рода Рододендрон (Rhododendron), семейства Вересковые (Ericaceae).
Используется в качестве декоративного садового растения. Один из ценнейших видов рододендронов. Очень широко использовался и используется в селекции.

## Распространение и экология
Родной ареал этого вида в Средней и Северной Японии (Хонсю, Сикоку, Северный Кюсю). Это кустарник, произрастающий в основном в умеренном биоме. Растёт отдельными кустами на солнечных травянистых склонах гор или среди невысоких кустарников. Никогда не встречается в лесах в густых зарослях.

## Ботаническое описание
Листопадный сильноветвистый кустарник высотой 1—2 метра, шириной до 1,2 м. Крона широкораскидистая, а молодом возрасте густая. Кора серая. Молодые побеги голые или покрыты серебристыми щетинистыми волосками. Почки яйцевидные, островатые, серо-бурые, голые, чешуйки по краю покрыты белыми реснитчатыми волосками. Годичный прирост 7—9 см.
Листья тонкие, продолговато-ланцетовидные, длиной 4—10 см, шириной 2—4 см, притуплённые, с остроконечием, с клиновидным основанием, при развертывании иногда мягкоопушённые, взрослые с обеих сторон зелёные, сверху с рассеянными, прижатыми, щетинистыми волосками, снизу опушённые только по жилкам, по краю реснитчатые, постепенно суживающиеся и переходящие в черешок длиной 0,5—1,0 см.
Цветки по 6—12, распускаются до появления листьев или одновременно с ними. Венчик широковоронкообразный, с широкой трубкой, обычно более короткой, чем доли отгиба, снаружи бархатистый, оранжево-красный, лососево-красный или кирпично-красный с большим желтовато-оранжевым пятном, 6—8 см в диаметре. Чашечка маленькая, как и цветоножка, более или менее сильно опушенная сероватыми щетинистыми волосками. Тычинок 5, они короче венчика, нити их в нижней части волосистые. Пыльники тёмно-бурые. Завязь опушенная. Столбик голый.
Широко известна желтая форма этого вида с золотисто-жёлтыми цветками — Rh. japonicum (A. Gray) Suring. var. aureum Wils.
Продолжительность цветения более месяца.
Плод — коробочка, семена созревают в октябре

## В культуре
В культуре (в Европе) известен с 1861 года. Продолжительность жизни растений в культуре более 40 лет.
Выдерживает понижения температуры до −26 °С. Вполне зимостоек в средней полосе России.
Светолюбив. Предпочитает слабокислые или нейтральные почвы.
В ГБС с 1964 года, высота растений 80 см, диаметр кроны 95 см. Ежегодный прирост 8 см. Цветет и плодоносит с 4 лет, ежегодно. Цветет примерно с 3 июня до 12 июля, продолжительность цветения от 3 недель до 1,5 месяца. Плоды созревают в сентябре-октябре. Хорошо размножается семенами и черенками. При обработке стимуляторами корнеобразования укореняется 72 % черенков. Семена хранят в бумажных пакетах или в плотно закупоренных стеклянных сосудах в сухом неотапливаемом помещении. Всхожесть семян сохраняется 4 года. Стратификации не нужна, посев осуществляют декабре-феврале в тепличных условиях при 18—20 °С без заделки в почву.
В условиях Нижегородской области относительно зимостоек. Семена вызревают. Иногда подмерзают концы однолетних побегов, в суровые зимы может повреждаться многолетняя древесина.
Рододендрон японский рекомендуется для одиночных и групповых посадок. Эффектен в сочетании с другими рододендронами на фоне темнолистных пород.